# 国道294号

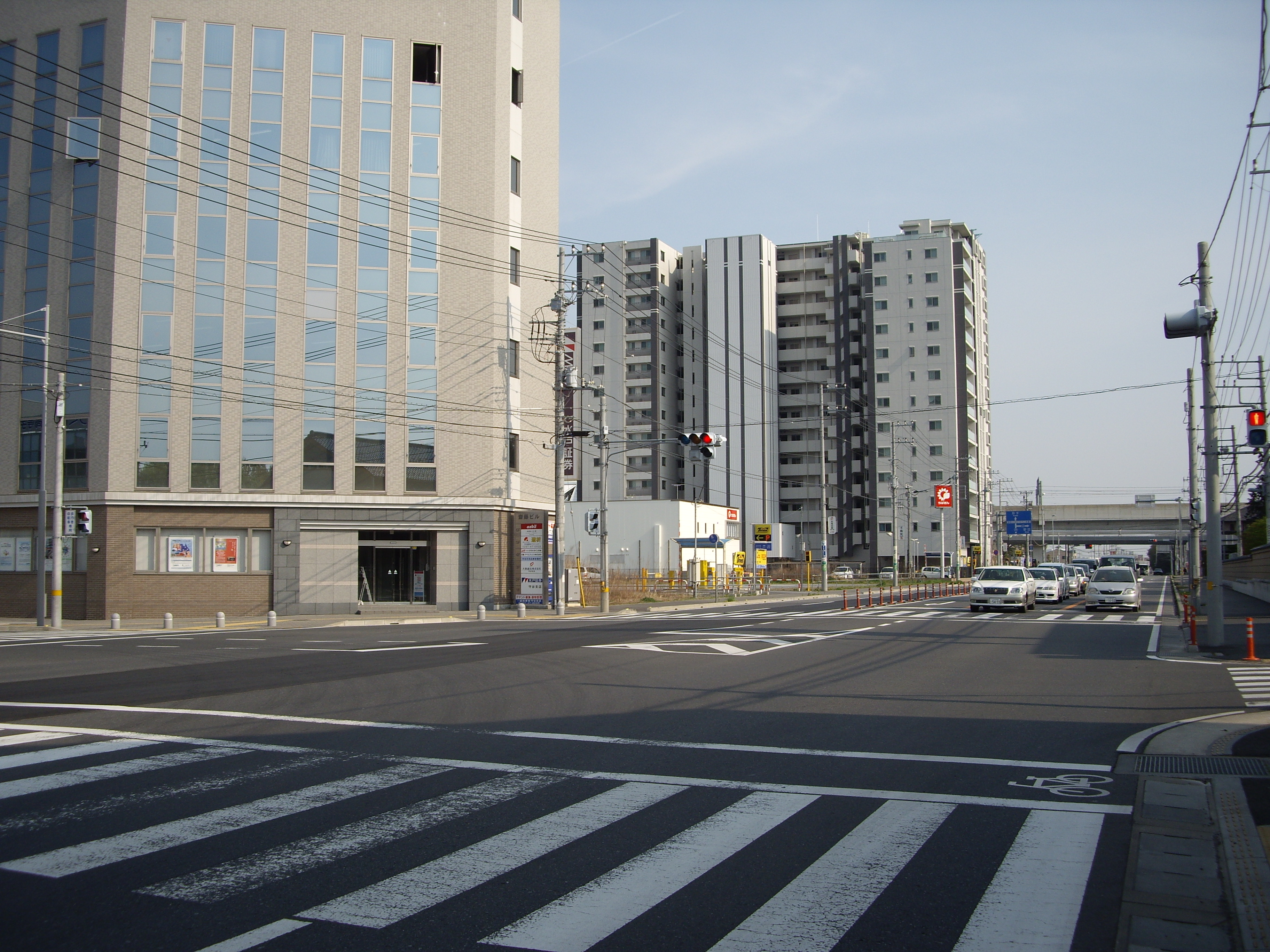
守谷駅入口交差点（守谷市中央一丁目・百合ケ丘二丁目）

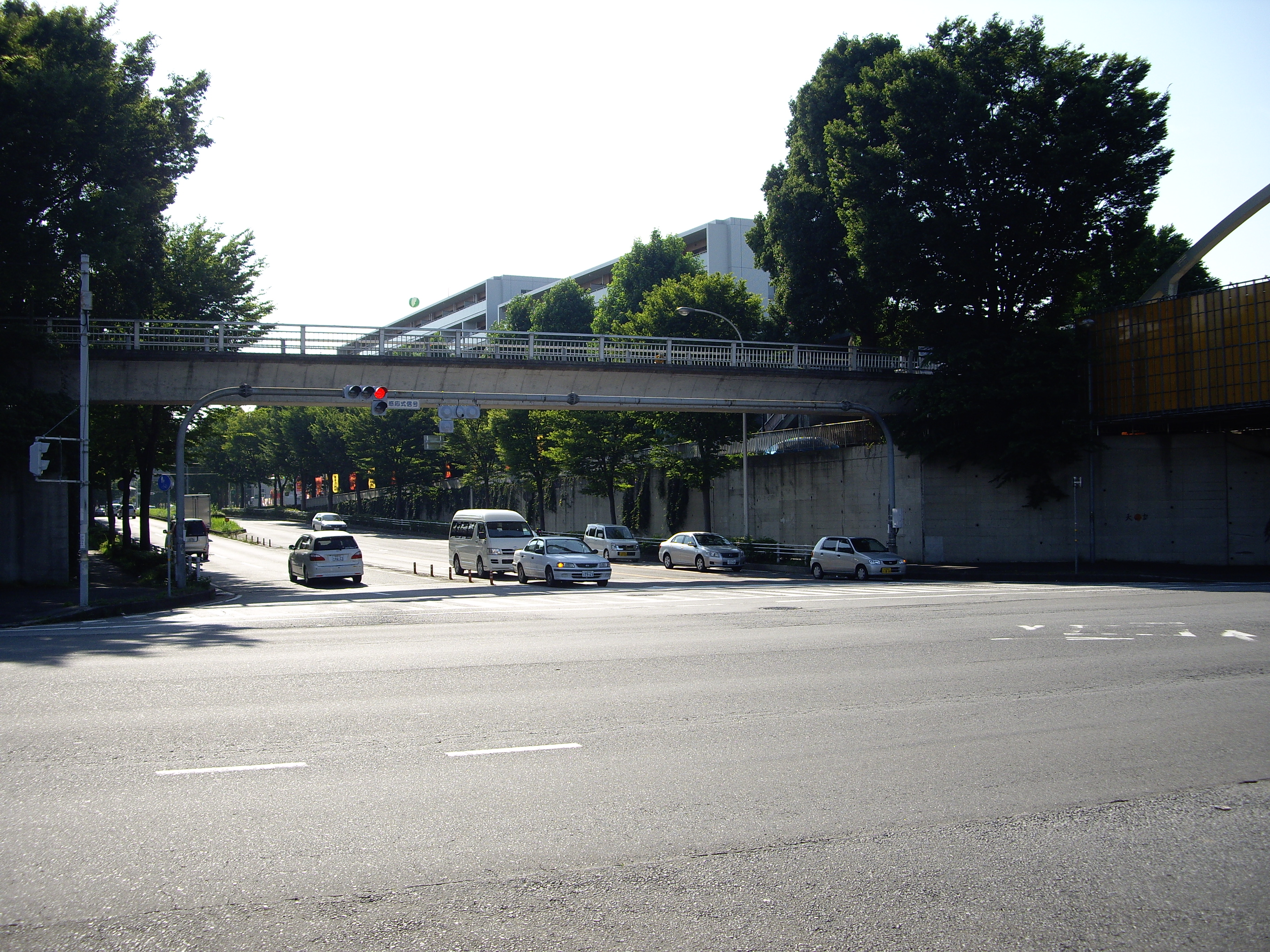
新守谷駅前交差点（守谷市御所ケ丘一・二・三丁目）

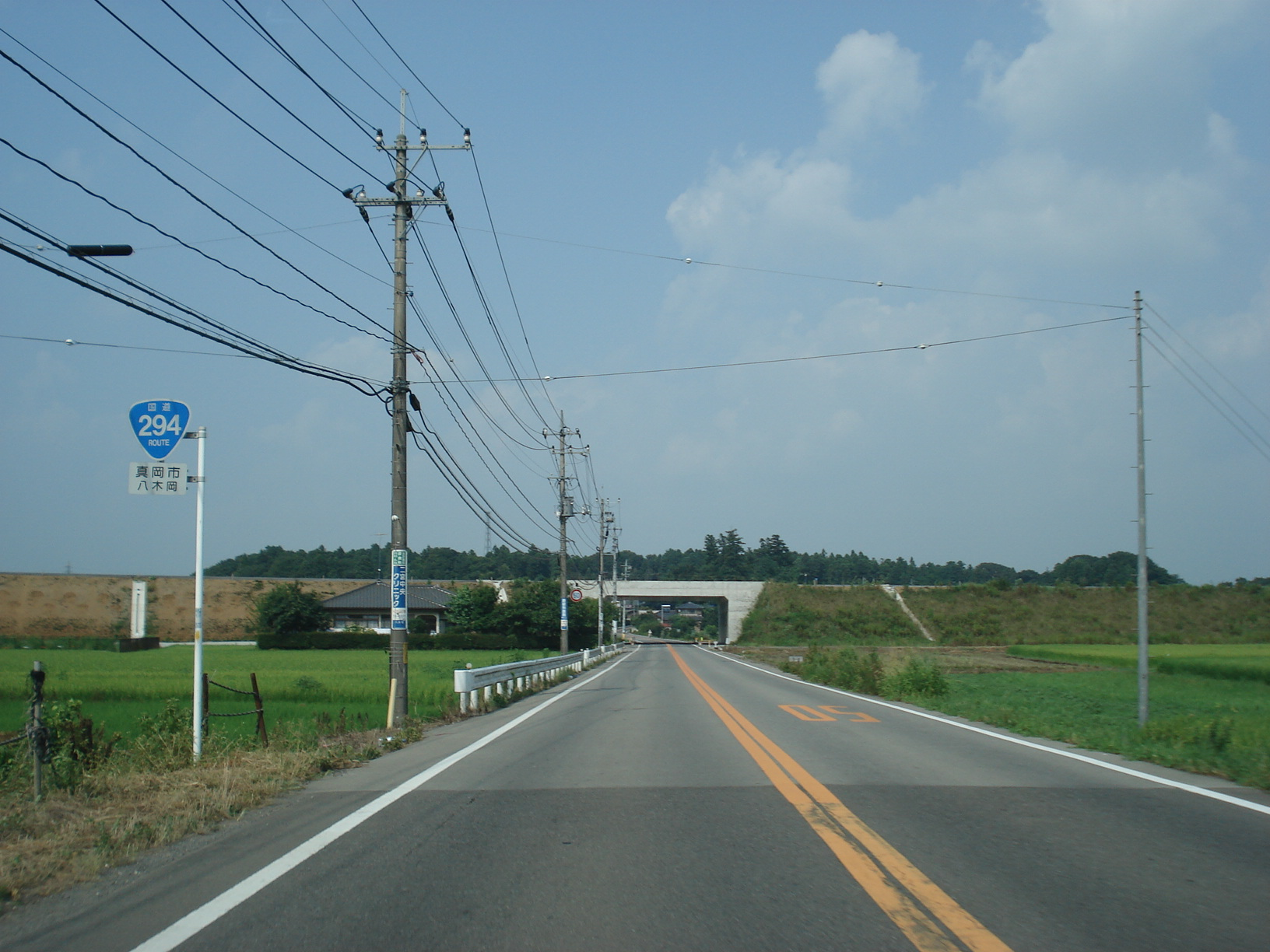
栃木県真岡市八木岡付近（旧道）

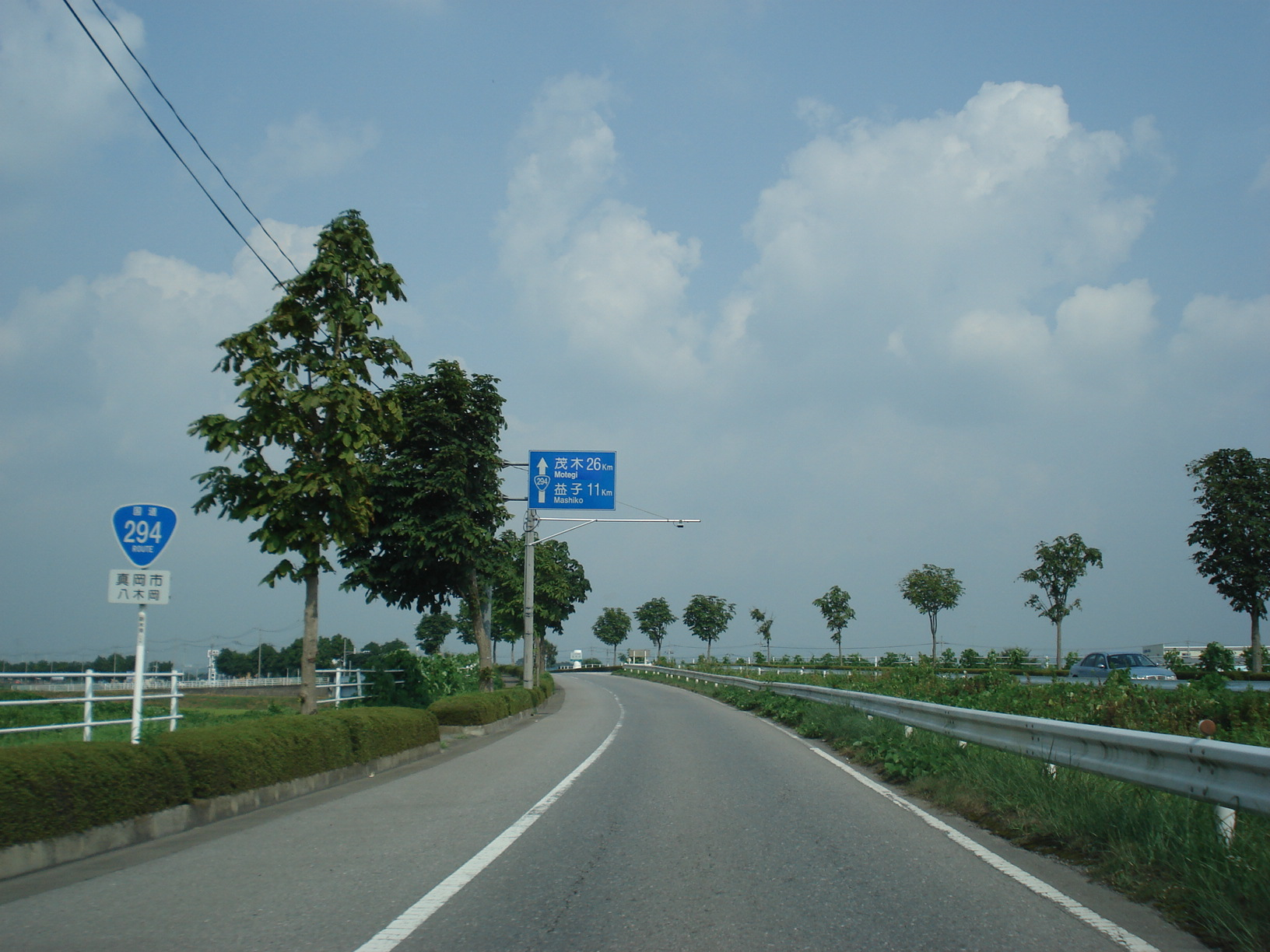
同上（真岡バイパス）

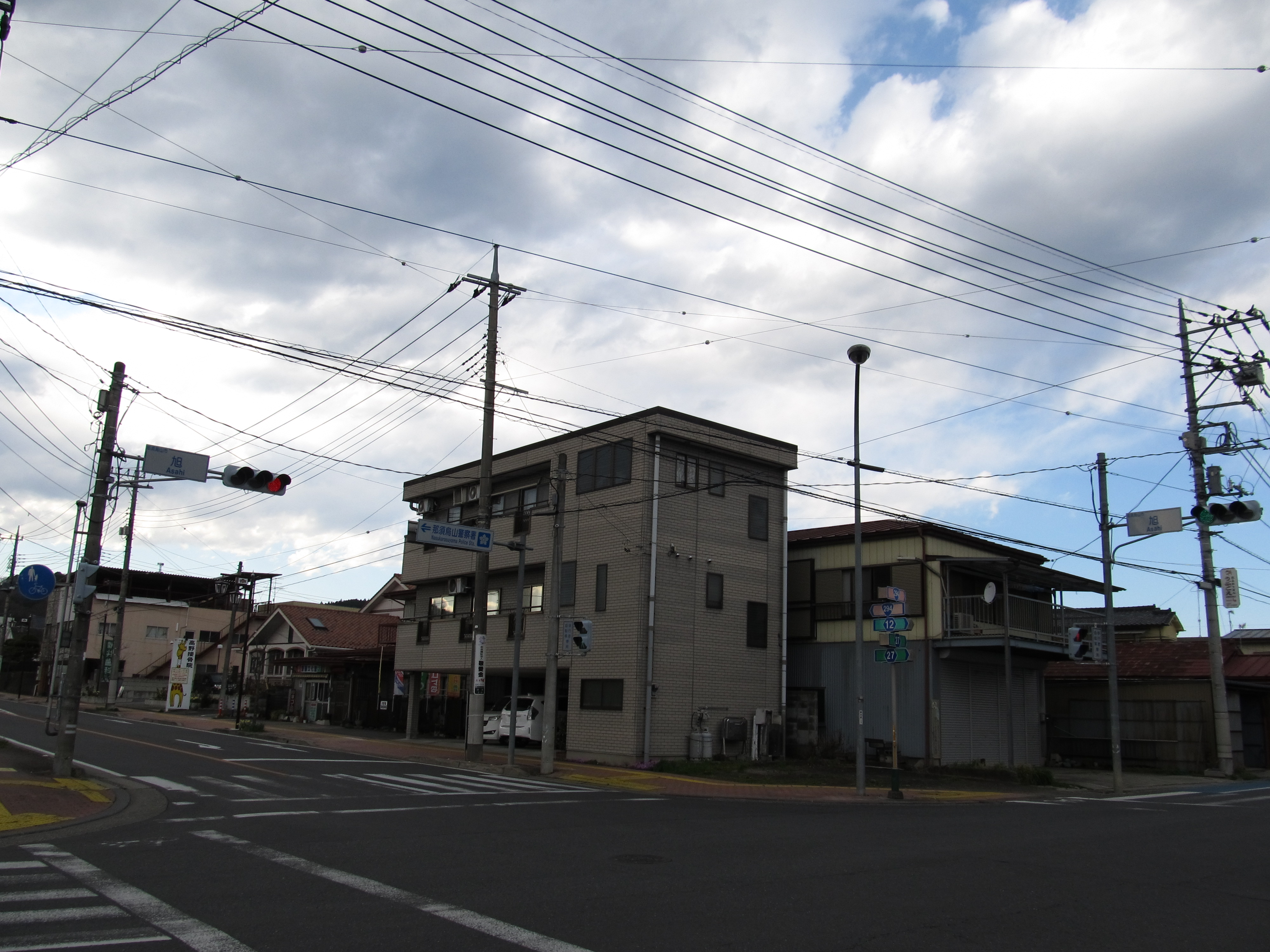
旭交差点（栃木県那須烏山市）。栃木県道・茨城県道12号那須烏山御前山線の起点。

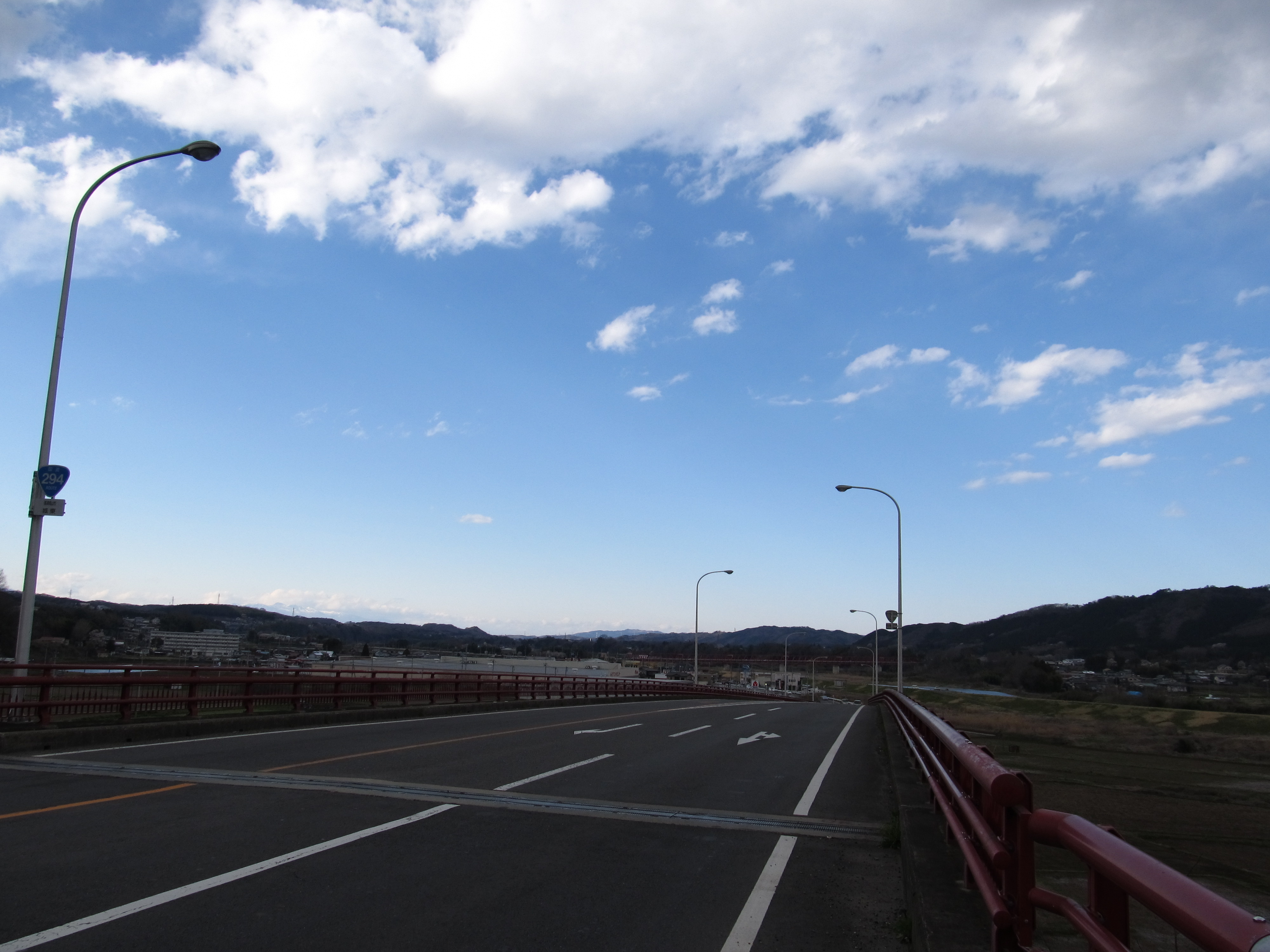
栃木県那須烏山市城東（山あげ大橋）

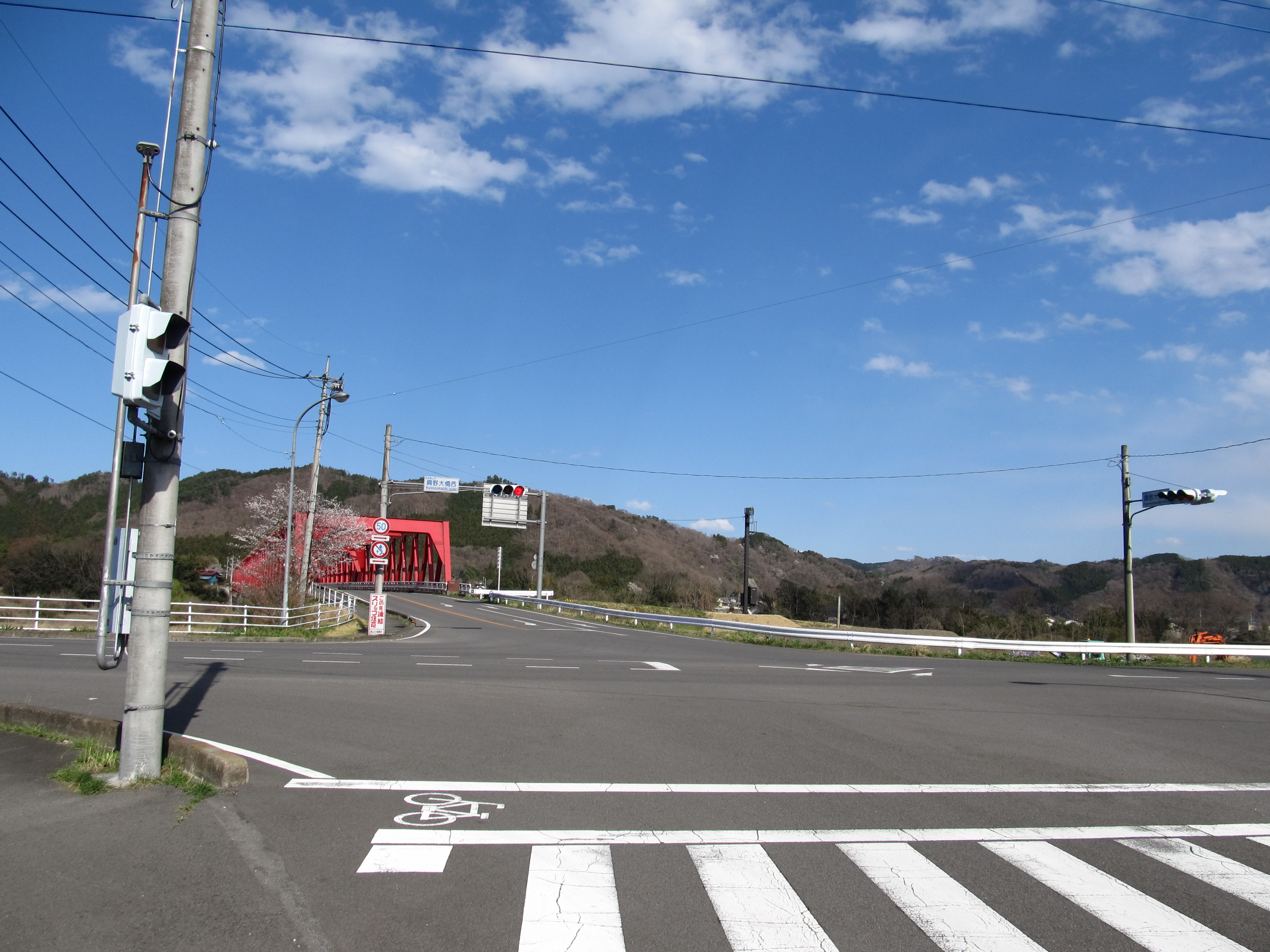
興野大橋西交差点（那須烏山市滝田）。栃木県道10号宇都宮那須烏山線の終点。

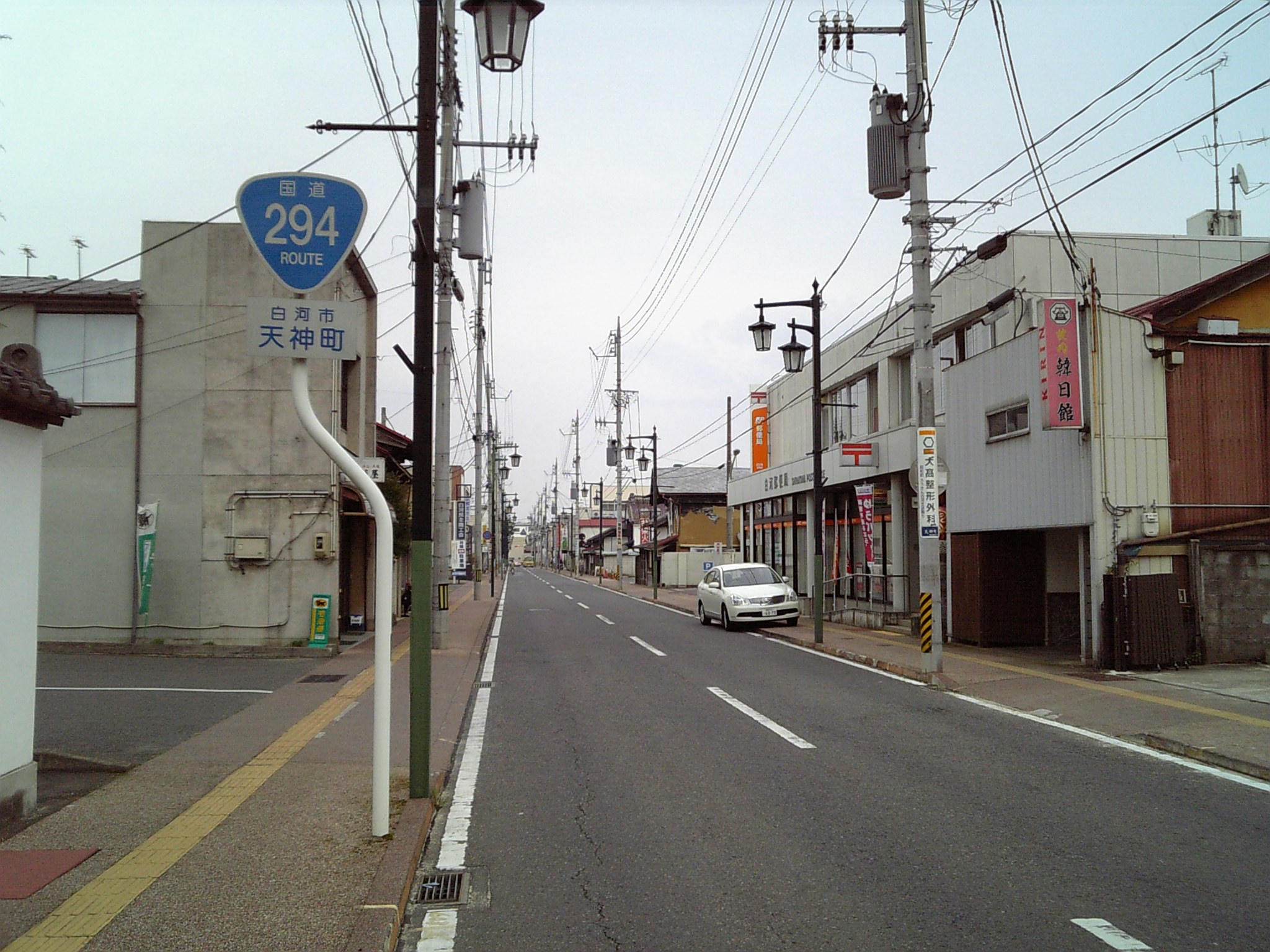
福島県白河市天神町（旧陸羽街道）

国道294号（こくどう294ごう）は、千葉県柏市から茨城県南部・西部、栃木県を通って、福島県会津若松市に至る一般国道である。

## 概要
千葉県の区間は全線が国道6号との重用区間となっており、単独区間は茨城県取手市の国道294号入口交差点からである。茨城県内を中心に4車線への拡幅など整備の進展が著しい。取手市から筑西市までは関東鉄道常総線に、筑西市から栃木県芳賀郡益子町までは真岡鐵道に、それぞれ沿うように整備されている。
常磐自動車道谷和原ICから国道408号真岡南バイパス交点までの区間は、常総・宇都宮東部連絡道路の一部である。

### 路線データ
一般国道の路線を指定する政令に基づく起終点および重要な経過地は次のとおり。
- 起点：柏市（呼塚交差点 = 国道6号上、国道16号交点）
- 終点：会津若松市（北柳原交差点 = 国道49号・国道121号上、国道118号終点、国道401号起点）
- 重要な経過地：我孫子市、取手市、水海道市[注釈 2]、下妻市、下館市[注釈 3]、真岡市、栃木県芳賀郡益子町、同郡茂木町、同県那須郡小川町[注釈 4]、同郡湯津上村[注釈 5]、同郡黒羽町[注釈 5]、白河市、福島県岩瀬郡長沼町[注釈 6]
- 総延長 : 238.5 km（福島県 81.5 km、茨城県 58.5 km、栃木県 98.4 km）重用延長含む[2][注釈 7]
- 重用延長 : 26.9 km（福島県 12.7 km、茨城県 1.7 km、栃木県 12.5 km）[2][注釈 7]
- 未供用延長 : なし[2][注釈 7]
- 実延長 : 211.6 km（福島県 68.8 km、茨城県 56.8 km、栃木県 86.0 km）[2][注釈 7]
  - 現道 : 208.0 km（福島県 65.4 km、茨城県 56.8 km、栃木県 85.9 km）[2][注釈 7]
  - 旧道 : 0.1 km（福島県 - km、茨城県 - km、栃木県 0.1 km）[2][注釈 7]
  - 新道 : 3.4 km（福島県 3.4 km、茨城県 - km、栃木県 - km）[2][注釈 7]
- 指定区間：国道6号、国道4号、国道49号と重複する区間[3]
- 幅員：守谷市区間 - 25 m（車道部13.0 m/4車線）[4]

## 歴史
- 1970年（昭和45年）
  - 4月1日：一般国道294号（柏市 - 栃木県芳賀郡益子町）として指定施行[5][6]。
  - 4月27日：下妻市大字下妻乙 - 結城郡千代川村大字宗道の改築バイパス（3.0 km）を供用開始[7]。
  - 9月7日：下妻市大字下妻丙 - 結城郡千代川村大字宗道の旧道（4.7 km）を移管してバイパス（現：茨城県道357号谷和原筑西線）が現道になる[8]。
- 1974年（昭和49年）10月12日：下館市西谷貝（国道50号交点） - 同市折本の新道を供用開始[9]。
- 1975年（昭和50年）4月1日：終点側を延伸し、一般国道294号（柏市 - 会津若松市）として指定施行[10]。
- 1980年（昭和55年）11月20日：下館市内の一部バイパス開通を受けて、下館市大字乙（国道50号・泉町交差点） - 同市大字折本（現在のひぐち駅付近）の旧道（5.78 km）が国道指定解除され下館市道へ降格[11]。
- 1985年（昭和60年）2月1日：つくば科学万博の開催に合わせ、筑波郡谷和原村大字筒戸（谷和原IC） - 水海道市相野谷町（国道354号・相平橋西交差点）の区間が開通[12]。
- 1987年（昭和62年）6月1日：下館市大字西方（鎌田南交差点） - 同市大字乙（国道50号・泉町交差点）の旧道区間（3.107 km）が指定解除され下館市道へ降格[13]。
- 2000年（平成12年）4月1日：茨城県取手市白山3丁目 - 北相馬郡守谷町大字守谷、筑波郡谷和原村大字筒戸 - 下館市大字西谷貝の各区間が、通行する車両の最大重量限度25 tの道路に指定される[14]。
- 2002年（平成14年）2月14日：取手市大字寺田にロードパークを設置する道路区域が決定する[15]。
- 2004年（平成16年）3月22日：取手市中央 - 下館市大字折本 - 同市大字樋口の区間が、通行する車両の高さの最高限度4.1 mの道路に指定される[16]。
- 2009年（平成21年）
  - 2月23日：守谷市大字小山 - 同市けやき台の乙子交差点を立体化供用開始[17]。
  - 2月26日：筑西市大字折本 - 真岡市八木岡（真岡バイパス南交差点）の旧道（約9.3 km）が指定解除され筑西市道・真岡市道へ降格[18]。
- 2013年（平成25年）4月：守谷市百合ヶ丘の4車線化工事が完了し、守谷市内の全区間で4車線化供用開始[4]。
- 2019年（令和元年）7月31日：つくばみらい市絹の台4丁目（谷和原IC） - 常総市三坂町（常総IC）間を、国際コンテナ車[注釈 8]の重量・長さ上限を引き上げる道路に指定[19]。
- 2021年（令和3年）11月15日：常総市IC付近の国道294号に道の駅を設置するため、道路区域を指定[20]。
- 2023年（令和5年）2月4日：白河バイパスが全線開通[21][22]。
- 2024年（令和6年）11月14日：取手市白山7丁目 - 取手市寺田の上下線を、電線共同溝を整備すべき道路に指定[23]

## 路線状況
柏市・我孫子市
国道6号と国道16号が交差する呼塚交差点より茨城県取手市の国道294号入口交差点までは国道6号との重複区間となっており、全線が4車線となっている。
取手市
実質的起点となる国道294号入口交差点から守谷市との境である小山交差点までは取手市内を通過しており、市街地が続く。この区間では寺田（取手市役所入口）、戸頭地内の2ヶ所が4車線となっているが、その他はすべて2車線となっている。また、歩道が片側にのみ存在する狭い区間も多く存在し、一部起伏の激しい箇所が存在する。国道294号沿いでは最も人口密度が高い地域でありながら沿道のほとんどが2車線であることから、朝や夕方を中心に渋滞が多い。白山 - 寺田の区間では現在4車線化事業が進められている。
守谷市
小山交差点から新守谷駅前交差点北方までは守谷市内に属し、ほぼ全域で市街地となっている。市内全区間が4車線となっている。また、渋滞箇所となっていた乙子交差点が2009年（平成21年）2月23日に立体交差点へと改良された ほか、土塔交差点では首都圏新都市鉄道つくばエクスプレスが高架、都市軸道路が地下で交差している。ニュータウンに接している区間が多く、乙子交差点東側にパークシティ守谷、乙子交差点付近より向原交差点までの西側に常総ニュータウン南守谷、新守谷駅前交差点付近に常総ニュータウン北守谷が広がっており、ニュータウンの生活道路としても機能しているため、休日を中心に混雑する。沿道に南守谷駅、守谷駅、新守谷駅がある。
つくばみらい市
新守谷駅前交差点北方から関東鉄道常総線を越える陸橋を渡った先までは、つくばみらい市内を通過する。市内全域が4車線となっており、新守谷駅前交差点の北に常磐自動車道谷和原ICがある。また、谷和原IC付近より小絹東交差点までの西側に常総ニュータウン絹の台が広がっており、本路線を挟んだ東側に小絹駅がある。常総ふれあい道路との合流点を過ぎると常総台地より鬼怒川低地へ入り、取手市から続いていた東京都心のベッドタウンが終わる。以北は沿道に農地が目立ち始め、茨城県道357号谷和原筑西線（国道294号の旧道）との分岐点から先は「常総バイパス」および「谷和原学園通り」となる。
常総市
旧道と分岐して常総線を跨線橋で越えると、その下り坂の途中から玉村駅東方までは常総市を通過する。山田南交差点付近より水海道の市街地を通過し、民家やロードサイド店が立ち並ぶようになるが、国道354号現道との交点である新井木交差点を境に市街地が途切れて農地が広がり、その先は石下地区の市街地をかすめるほかは東に筑波山を臨む水田地帯となる。
市内全域が4車線となっている。相平橋西詰交差点で「谷和原学園通り」の名称が国道354号バイパスへと移る。茨城県道123号土浦坂東線との交点である三坂新田西交差点の北方に、首都圏中央連絡自動車道（圏央道）常総ICおよび道の駅常総がある。
水海道市街地付近は信号やカーブが多いため、日中は混雑する。また、石下市街地付近も日中を中心に混雑するほか、常総ICに隣接して道の駅ができたことから、その付近でも流れが悪い。
下妻市・筑西市
北端の県境付近を除き、全区間が4車線となっている。国道125号との交差点は立体交差となっており、高木川西交差点の上を国道294号が下妻跨道橋（陸橋）でまたぐ形となっている（ここから先は国道408号との重複区間）。下妻市内の道の駅しもつまを過ぎた騰波ノ江駅北東付近で筑西市に入り、茨城県道357号谷和原筑西線・旧道と交差すると、まもなく下館駅西側の市街地に至る。
国道50号（下館バイパス）と交差するあたりから右手に真岡鐵道真岡線が併走する。ひぐち駅南方で旧道と別れつつ北西に進路を変えるとほどなく2車線になり、すぐに県境となる。

真岡市
栃木県真岡市に入るとすぐに道の駅にのみやがある。国道408号現道が分岐するする寺内南交差点の手前から真岡鐵道の線路の西にある跨線橋西交差点までは4車線となり、寺内で国道408号真岡南バイパスと接続するほか、八木岡付近では北関東自動車道と交差する。益子町に近い一部区間を除いてバイパスとして整備されてはいるものの、上記の区間以外は2車線で信号も多く、渋滞が頻発する生活道路の赴きが強い（なお、茨城県境から寺内西交差点までの区間については4車線化事業中）。また、周辺は観光スポットとなっている。
益子町・茂木町
益子町に入ると周囲の民家も少なくなり、山に囲まれた水田地帯へと変化する。茂木町の天矢場駅の踏切前の交差点で、重複していた国道123号が東に分岐するが、本道はそのまま直進する。この付近は山間部を切り開いて作られた水田地帯であるが、農作機械を持ち込めない様な狭小な土地が水田となっており、そこを貫く本道も狭小かつカーブが連続する。ガードレールのない盛土状の区間もある。
那須烏山市・那珂川町・大田原市
那須烏山市の市街地を通過すると、東側に那珂川を望むことができる。この先、本道は大田原市まで那珂川沿いに北上する。河川沿いの開けた区間であるが、道路の左右には林野や、畑、住宅があり、直接、那珂川を眺望できる区間は少ない。那珂川町で国道293号と交差し、大田原市で国道400号が西に分離する。国道461号と交差する黒羽は芭蕉ゆかりの土地とされ、周囲には土産物店や宿泊施設などがある。
那須町
那須町に入ると、本道は那珂川と分かれて北上する。この地域は那須町内ながらいわゆる那須高原の区域からは外れており、道の駅東山道伊王野を過ぎると周囲は徐々に山間部の雰囲気が強くなる。ただし、道路の幅員が広くカーブも緩やかである他、左右の水田も広大であるため、窮屈感はない。信号がほとんどなく交通量も少ない。しばらくすると道路に民家が近づき、道路の幅員が狭い緩やかな峠に至る。その付近が那須町と福島県白河市との境界となる。
白河市
福島県白河市に入り、しばらくすると市街地に入るが屈折を繰り返しながら抜けていた狭隘区間だったため、南湖森林公園の直下をぬける白河バイパスがつくられた。市街地を抜け国道4号との交差点である薄葉交差点を過ぎると再び民家が少なくなる。ここから天栄村との境界まではカーブがやや多い。
天栄村・須賀川市
天栄村に入り、しばらくして道の駅季の里天栄を通過する。そこからはしばらく山に挟まれた水田地帯を抜けて行く。この間はカーブが少ない。国道118号と重複して須賀川市に入るが、国道118号は直進するのに対して左折し勢至堂峠への山登りが始まる。この区間は江花バイパスとして整備された。勢至堂トンネルを抜けると郡山市との境界になる。
郡山市
郡山市の中でも主に湖南地区のエリアを通過する。峠を下りしばらくすると湖南地区の市街地に入り、左折する。市街地を通過していく間、直角カーブが多いため、それをバイパスする福良バイパスが建設中である。
会津若松市
黒森トンネルを過ぎると会津若松市に入る。猪苗代湖が近くにある湊地区を抜けていく。なおこの国道からは猪苗代湖は見えない。いくつかの集落を抜けていくと国道49号との交差点である石山交差点まで単独区間である。ここからは左折して国道49号と重複し、市街地に向けて山を下る。市街地に入ると4車線になり、しばらくして終点の北柳原交差点に至る。

### 通称
- 谷和原学園通り
  - つくばみらい市細代（旧道分岐部） - 常総市相野谷町（相平橋西交差点）。それより先は国道354号が谷和原学園通りとなる。常磐自動車道谷和原ICからつくば科学万博会場へのアクセスルートとして整備された。
- 旧陸羽街道
  - 栃木県那須郡那須町大字芦野（栃木県道72号大田原芦野線交点）- 福島県白河市女石（国道4号交点・女石交差点）
- 茨城街道（白河街道）

### バイパス・改良事業など
常総バイパス
茨城県つくばみらい市から同県筑西市に至る。1995年（平成7年）3月23日に全線開通し、旧道の大部分は現在、茨城県道357号谷和原筑西線となっている。常総市から筑西市までの市街地を迂回する形で建設された。暫定2車線で開通したが、交通量の増加により全区間が4車線化された。また、常総バイパス完成に伴い、国道4号を回避した車の流入が進んでおり、トラックなどの大型車の通行が増加している。
二宮バイパス
茨城県筑西市樋口‐真岡市寺内（寺内南交差点、国道408号交点）。起点側のごく一部を除いて全区間が2車線であるが、鬼怒テクノ通りの全線開通などで交通量が増加していることから、「二宮拡幅」事業として4車線化の工事が行われている。
八木岡バイパス
真岡市寺内（寺内南交差点）- 真岡市八木岡（真岡バイパス南交差点）。住宅地を抜ける区間が狭隘で一部に線形不良の箇所があったため、住宅地を迂回する形で建設された。真岡鐵道の跨線橋が片側1車線となっているが、それ以外は全区間4車線。
真岡バイパス
真岡市八木岡（真岡バイパス南交差点）- 真岡市東郷（東郷東交差点）付近。真岡市の中心部を通過する屈折の多い区間を東に迂回する形で建設された。全区間が2車線。鬼怒テクノ通りの一部を構成する国道408号の「真岡バイパス」とは別のものである。
茂木バイパス
茂木市街地を西側にバイパスする道路である。東側の茂木市街地側に大きく迂回しており屈曲が多く道路幅も狭隘であった旧道を短絡している。
川南拡幅
那須烏山市南部の歩道がなく、幅員狭小なため危険な区間の改良事業。大雨時の冠水対策のため橋梁の嵩上げも行っている。
烏山バイパス
那須烏山市中心部の北部区間をバイパスする道路で、本バイパス開通により旧道の狭隘区間と直角交差点2箇所を迂回できるようになった。起点である旭交差点より南側の区間は既に市道として開通していたが、国道の経路変更に伴い市道と経路を入れ替える形で那須烏山市内の当国道の右左折を解消した。
吉田バイパス（事業中）
小川南バイパスを南側に延長する道路。那珂川町内の狭隘区間をバイパスする道路だが、埋蔵文化財の発掘調査などにより事業の進捗が遅れている。 全区間未供用。
小川南バイパス
那珂川町内の人家が密集して屈曲部も多い狭隘区間を解消する目的で建設された。前述の吉田バイパスが開通するまでは国道293号と重複して当バイパスに入ることになる。
小川湯津上バイパス
この区間は、箒橋をはじめとして道路が狭隘で、さらに右折レーンのない直角交差点などのボトルネック区間があるため、観光シーズンに渋滞が発生したり大型車の通行に支障があることから計画された。佐良土地区の人家密集区間を西に迂回している。起点側は栃木県道285号福原小川線の一部区間を重複して当バイパスに接続している。
稲沢拡幅
この区間は幅員が狭く大型車同士のすれ違いに支障がある区間であった。事業名には「拡幅」と付くが、橋とトンネルを新設する事実上のバイパス道路である。
伊王野バイパス
伊王野地区は東山道にまで歴史をさかのぼる古い集落である。国道指定された当初は幅員が狭く見通しの悪い危険な道路であった。短い区間のバイパスだが、歩道と右折レーンがついた十分な幅員の道路で通過交通を効率よく安全に捌くため伊王野地区にとって重要な道路である。
芦野バイパス
芦野地区は旧奥州街道の芦野宿があった場所で、大田原芦野線と接続する交差点には右折レーンのないボトルネック区間であった。バイパス沿いには柳の木が植えられ「柳街道 芦野バイパス」という標柱が立っている。
寄居バイパス
この区間も芦野同様旧奥州街道が原型となっている道路であったため幅員が狭く改良の必要があった。国道はカーブがゆるい2車線の道路に切り替えられ、芦野から県境付近まで快適に走行できるようになった。
白河バイパス
白河の市街中心部を屈折を繰り返しながら抜けていた狭隘区間を、南湖森林公園にトンネルを建設することで迂回するもの。これに併せて、白河市街地北側でも短絡ルートが建設され、国道4号との重複を解消した。南端は現道と直接接続しておらず、国道289号を経由することになる。
天栄バイパス
江花バイパス
- 起点 - 須賀川市江花
- 終点 - 須賀川市勢至堂
- 全長 - 3.86 km
- 幅員 - 8.0 m（車道部6.0 m）

江花地区の集落内の幅員狭小、江花川に沿う山間部の屈曲、幅員狭小により交通事故が多発しており、特に冬期の路面凍結により安全な走行に支障をきたしていたために、1989年度（平成元年度）に事業採択され、1993年度（平成5年度）に着工された。2012年度（平成24年度）までに起点側の江花集落をバイパスする延長2.26 kmが、2013年度に終点側延長0.52 kmが開通し、残る延長1.08 kmは2022年（令和4年）12月27日に開通した
道路施設
- 江花大橋（全長58.0 m）
- 閻魔沢橋（全長33.0 m）
- 紫陽花橋（全長22.5 m）
- やまゆり橋（全長32.5 m）
- 馬尾橋（全長23.0 m）
- 東湯口橋（全長22.5 m）

福良バイパス（事業中）

### 重複区間
- 国道6号（千葉県柏市・呼塚交差点 - 茨城県取手市・国道294号入口交差点）
- 国道408号（茨城県下妻市・高木川西交差点 - 栃木県真岡市・寺内南交差点）
- 国道121号（栃木県芳賀郡益子町・塙交差点 - 七井中央交差点）
- 国道123号（栃木県芳賀郡益子町・七井中央交差点 - 芳賀郡茂木町・天矢場交差点）
- 国道293号（栃木県那須郡那珂川町小川・旭町交差点交差点 - 若鮎大橋西交差点）
- 国道400号（栃木県那須郡那珂川町小川・若鮎大橋西交差点 - 大田原市佐良土）
- 国道461号（栃木県大田原市・大豆田丁字路交差点 - 大田原市黒羽向町・那珂橋西交差点）
- 国道289号（福島県白河市与惣小屋交差点 - 南湖交差点）
- 国道118号（福島県岩瀬郡天栄村・八十原交差点 - 須賀川市江花）
- 国道49号（福島県会津若松市・石山交差点 - 北柳原交差点）

### 道路施設

#### 主な橋梁
茨城県
- 春日大橋（大谷川、筑西市）※常総バイパス

栃木県
- 鷲ノ宮橋（五行川、真岡市）※真岡バイパス
- 塙橋（小貝川、益子町）※国道121号重複
- 道下橋（大羽川、益子町）※国道121号重複
- 田崎橋（菅又川、茂木町）※茂木バイパス
- 石田橋（坂井川、茂木町）※茂木バイパス
- 向田橋（荒川、那須烏山市）※川南拡幅
- 新橋（江川、那須烏山市）※川南拡幅
- 山あげ大橋（那須烏山市）※烏山バイパス
- 滝田大橋（那須烏山市）※烏山バイパス
- 箒橋（箒川、那珂川町 - 大田原市）
  - 1931年（昭和6年）開通
  - 延長：285 m
  - 幅員：7 m[32]
- 新箒橋（箒川、那珂川町 - 大田原市）※小川湯津上バイパス
- 那須黒羽大橋（那珂川、大田原市 - 那須町）※稲沢拡幅
- 稲沢睦橋（余笹川、那須町）※稲沢拡幅
- 新巻渕橋（三蔵川、那須町）
- 奈良川橋（奈良川、那須町）※芦野バイパス

福島県
- 南湖橋（谷津田川、白河市）
  - 全長：15.7 m
  - 幅員：6.0（12.0） m
  - 形式：PC単純プレテン床版桁橋
  - 竣工：1999年（平成11年）3月
  - 白河市二番町にて一級水系阿武隈川水系谷津田川を渡る。南詰が二番町と三番町の境界となっている。橋上は上下対向2車線で供用され、上下線両側に幅員2.5 mの歩道が設置されている。1998年（平成10年）8月27日に発生した豪雨災害により谷津田川流域に甚大な被害が発生したことから谷津田川激甚災害対策特別緊急事業が実施され、県単独橋梁整備事業との合併施工が行われた。景観に配慮し高欄は茶色に塗装されている。総工費は8480万円[33]。
- 円明寺橋（谷津田川、白河市）※白河バイパス
- 小峰大橋
- 外面川橋（外面川、白河市）
- 江花大橋
  - 全長：58.4 m
  - 幅員：6.5(11.0) m
  - 形式：PC単純ポステン箱桁橋
  - 竣工：1999年度（平成11年度）
  - 須賀川市江花で一級水系阿武隈川水系江花川を渡る。江花バイパス建設に伴い建設された。総工費は3億4100万円[34]
- 閻魔沢橋
  - 全長：33.0 m
  - 幅員：6.0（8.0） m
  - 形式：鋼単純鈑桁橋
  - 竣工：2002年度（平成14年度）
  - 須賀川市江花に位置し一級水系阿武隈川水系江花川支流の閻魔沢を渡る。狭隘区間の解消のために江花バイパス整備に伴い架け替えられた。総工費は1億2200万円[35]。
- 東湯口橋（須賀川市 江花川）
- 光風橋（須賀川市 勢至堂沢）
- 勢至堂大橋（須賀川市）
- 高坂橋（会津若松市）

#### トンネル
- 稲沢トンネル（栃木県那須町）※稲沢拡幅
- 勢至堂トンネル（福島県須賀川市・郡山市）
- 三王坂トンネル（福島県郡山市）
  - 全長：303.5 m
  - 幅員：6.0（9.0） m
  - 有効高：6.0 m
  - 工法：上部半断面先進工法
  - 施工：郡山建設共同企業体
  - 竣工：1980年（昭和55年）
  - 湖南町三代から湖南町福良に至る。山王峠の狭隘区間の解消のため、国道改良事業として1975年度（昭和50年度）より建設された。1978年（昭和53年）9月に起工式が行われ、1979年（昭和54年）5月12日に貫通、1980年（昭和55年）12月14日に開通した。総工費は8億1,000万円[36]。西側坑口には後にスノーシェルターが設置された。
- 黒森トンネル（福島県郡山市・会津若松市）

#### 道の駅
- 茨城県
  - 常総（常総市）
  - しもつま（下妻市）
- 栃木県
  - にのみや（真岡市）
  - 東山道伊王野（那須郡那須町）
- 福島県
  - 季の里天栄（岩瀬郡天栄村）

## 地理

### 通過する自治体
- 千葉県
  - 柏市 - 我孫子市
- 茨城県
  - 取手市 - 守谷市 - つくばみらい市 - 常総市 - 下妻市 - 筑西市
- 栃木県
  - 真岡市 - 芳賀郡益子町 - 芳賀郡茂木町 - 芳賀郡市貝町 - 芳賀郡茂木町 - 那須烏山市 - 那須郡那珂川町 - 大田原市 - 那須郡那須町
- 福島県
  - 白河市 - 岩瀬郡天栄村 - 須賀川市 - 郡山市 - 会津若松市

### 交差する道路
- 交差する道路の特記がないものは市道・町道。

| 交差する道路                                            | 交差する道路                                   | 交差点名       | 交差点名                      |
| 茨城県                                                  | 茨城県                                         | 茨城県         | 茨城県                        |
| ------------------------------------------------------- | ---------------------------------------------- | -------------- | ----------------------------- |
| 国道6号（水戸街道）                                     | 国道6号（水戸街道）                            | 取手市         | 国道294号入口                 |
| 茨城県道130号常総取手線                                 | -                                              | 取手市         | 白山8丁目                     |
| -                                                       |                                                | 取手市         | 取手市役所入口                |
|                                                         | -                                              | 取手市         | ゆめみ野入口                  |
| 茨城県道251号守谷藤代線                                 |                                                | 取手市         | （戸頭地内）                  |
|                                                         | -                                              | 取手市         | 戸頭警察官派出所              |
| -                                                       | 茨城県道47号守谷流山線                         | 守谷市         | 乙子                          |
| 茨城県道46号野田牛久線                                  | 茨城県道46号野田牛久線                         | 守谷市         | 土塔                          |
|                                                         |                                                | 守谷市         | 守谷駅入口                    |
| 茨城県道46号野田牛久線                                  | 茨城県道46号野田牛久線                         | 守谷市         | 北園                          |
|                                                         |                                                | 守谷市         | 新守谷駅前                    |
| 常磐自動車道                                            | 常磐自動車道                                   | つくばみらい市 | 谷和原IC                      |
| 茨城県道3号つくば野田線                                 | 茨城県道3号つくば野田線                        | つくばみらい市 | 小絹東（旧:谷和原村役場入口） |
| -                                                       | （常総ふれあい道路）                           | つくばみらい市 | （小絹地内）                  |
| -                                                       | 茨城県道357号谷和原筑西線                      | つくばみらい市 | （細代地内）                  |
| -                                                       |                                                | 常総市         | 山田                          |
| 国道354号                                               | 国道354号                                      | 常総市         | 新井木                        |
| 国道354号                                               | 国道354号                                      | 常総市         | 相平橋西                      |
|                                                         |                                                | 常総市         | 沖新田西                      |
| 茨城県道123号土浦坂東線                                 | 茨城県道123号土浦坂東線                        | 常総市         | 三坂新田西                    |
| 首都圏中央連絡自動車道                                  | 首都圏中央連絡自動車道                         | 常総市         | 常総IC                        |
| 茨城県道24号土浦境線                                    | 茨城県道24号土浦境線                           | 常総市         | 石下高校東                    |
|                                                         |                                                | 常総市         | 豊田城入口                    |
|                                                         |                                                | 常総市         | 石下中東                      |
| 茨城県道56号つくば古河線                                | 茨城県道56号つくば古河線                       | 下妻市         | 大園木                        |
| 茨城県道129号下妻常総線                                 | 茨城県道129号下妻常総線                        | 下妻市         | 亀崎                          |
| 国道125号・国道408号                                    | 国道125号                                      | 下妻市         | 高木川西                      |
| 茨城県道131号下妻真壁線                                 | 茨城県道131号下妻真壁線                        | 下妻市         | 横根南                        |
|                                                         |                                                | 下妻市         | 道の駅しもつま入口            |
| 茨城県道54号明野間々田線                                | 茨城県道54号明野間々田線                       | 筑西市         | 辻                            |
|                                                         | 県道357号谷和原筑西線                          | 筑西市         | 鎌田南                        |
|                                                         | 茨城県道23号筑西三和線                         | 筑西市         | 一本松                        |
|                                                         |                                                | 筑西市         | 菅谷                          |
| 茨城県道7号石岡筑西線                                   | 茨城県道7号石岡筑西線                          | 筑西市         | 西谷貝                        |
|                                                         | 茨城県道316号真岡筑西線                        | 筑西市         | 岡芹（北）                    |
| 国道50号下館バイパス                                    | 国道50号下館バイパス                           | 筑西市         | 中館西（別名：岡芹IC）        |
| 栃木県                                                  |                                                |                |                               |
| 栃木県道106号久下田停車場線                             | 栃木県道44号栃木二宮線 栃木県道204号結城二宮線 | 真岡市         | 久下田西7丁目                 |
| 栃木県道166号西田井二宮線                               | 栃木県道310号下野二宮線                        | 真岡市         | 久下田西4丁目                 |
|                                                         |                                                | 真岡市         | 二宮コミュニティセンター西    |
|                                                         | 国道408号                                      | 真岡市         | 寺内南                        |
| 栃木県道187号物井寺内線                                 |                                                | 真岡市         | 寺内駅入口                    |
|                                                         | 国道408号（真岡南バイパス）                    | 真岡市         | （寺内地内）                  |
|                                                         | 栃木県道316号真岡筑西線                        | 真岡市         | 伊勢崎                        |
|                                                         |                                                | 真岡市         | 真岡バイパス南                |
| 栃木県道45号つくば真岡線                                | 栃木県道45号つくば真岡線                       | 真岡市         | 田町南                        |
| 栃木県道119号真岡岩瀬線                                 | 栃木県道119号真岡岩瀬線                        | 真岡市         | 田町東                        |
| 栃木県道257号西小塙真岡線                               | 栃木県道257号西小塙真岡線                      | 真岡市         | 御前                          |
|                                                         | 栃木県道61号真岡那須烏山線                     | 真岡市         | 東郷                          |
| 栃木県道61号真岡那須烏山線                              | -                                              | 真岡市         | 東郷北                        |
|                                                         | 栃木県道163号黒田市塙真岡線                    | 真岡市         | （八條地内）                  |
| 栃木県道134号西田井停車場線                             |                                                | 真岡市         | 西田井駅入口                  |
| 栃木県道166号西田井二宮線                               |                                                | 真岡市         | （西田井地内）                |
| -（屈折）                                               | 国道121号                                      | 益子町         | 塙                            |
| -                                                       |                                                | 益子町         | 役場西                        |
| 茨城県道41号つくば益子線                                | -（屈折）                                      | 益子町         | 栗崎                          |
| 芳賀広域農道                                            | 芳賀広域農道                                   | 益子町         | 北中                          |
| -（屈折）                                               | 国道123号                                      | 益子町         | 七井中央                      |
| 栃木県道1号宇都宮笠間線                                 | 栃木県道1号宇都宮笠間線                        | 益子町         | 大沢                          |
|                                                         |                                                | 益子町         | 小宅                          |
| 国道123号・国道294号旧道                                | 栃木県道69号宇都宮茂木線                       | 茂木町         | 天矢場                        |
| 国道294号旧道                                           | -                                              | 茂木町         | （大字坂井地内）              |
| 栃木県道338号芳賀茂木線                                 |                                                | 茂木町         | 千本                          |
| -                                                       | 栃木県道338号芳賀茂木線                        | 茂木町         | （大字千本地内）              |
|                                                         | 栃木県道163号黒田市塙真岡線                    | 茂木町         | （大字黒田地内）              |
| -                                                       | 栃木県道64号宇都宮向田線                       | 那須烏山市     | 向田                          |
|                                                         | -                                              | 那須烏山市     | 野上                          |
| 栃木県道102号烏山停車場線                               |                                                | 那須烏山市     | 烏山駅入口                    |
| -（屈折）                                               | 栃木県道10号宇都宮那須烏山線                   | 那須烏山市     | 中央                          |
| 栃木県道12号那須烏山御前山線 栃木県道27号那須黒羽茂木線 | -（屈折）                                      | 那須烏山市     | 旭                            |
| 栃木県道27号那須黒羽茂木線                              | 栃木県道10号宇都宮那須烏山線                   | 那須烏山市     | 興野大橋西                    |
|                                                         |                                                | 那須烏山市     | 谷浅見                        |
| 国道293号・国道400号                                    | 国道293号                                      | 那珂川町       | 旭町                          |
| 栃木県道52号矢板那珂川線                                | 栃木県道52号矢板那珂川線                       | 那珂川町       | 辻町                          |
| -（屈折）                                               | 栃木県道52号矢板那珂川線                       | 那珂川町       | 小川支所西                    |
|                                                         | 県道52号矢板那珂川線                           | 那珂川町       | 上町                          |
|                                                         | 栃木県道285号福原小川線                        | 那珂川町       | 中の原                        |
|                                                         | 国道400号                                      | 大田原市       | 佐良土                        |
| 栃木県道343号蛭畑須佐木線                               | 栃木県道343号蛭畑須佐木線                      | 大田原市       | 笠石神社                      |
| -（屈折）                                               | 国道461号                                      | 大田原市       | 大豆田丁字路                  |
| 国道461号                                               |                                                | 大田原市       | 那珂橋西                      |
| -                                                       | 栃木県道182号東小屋黒羽線                      | 大田原市       | 黒羽向町                      |
|                                                         |                                                | 大田原市       | くらしの館                    |
| -                                                       | 栃木県道34号黒磯黒羽線                         | 那須町         | （大字稲沢地内）              |
| 栃木県道34号黒磯黒羽線 栃木県道179号稲沢黒羽線          | -                                              | 那須町         | （大字稲沢地内）              |
| -                                                       | 栃木県道60号黒磯棚倉線                         | 那須町         | （大字睦家地内）              |
| 栃木県道27号那須黒羽茂木線                              | -                                              | 那須町         | （大字伊王野地内）            |
| 栃木県道28号大子那須線 栃木県道60号黒磯棚倉線           | -                                              | 那須町         | 伊王野                        |
|                                                         | 栃木県道72号大田原芦野線                       | 那須町         | （大字芦野地内）              |
|                                                         | 栃木県道28号大子那須線                         | 那須町         | 芦野駐在所前                  |
| -                                                       | 栃木県道186号寄居豊原停車場線                  | 那須町         | （大字寄居地内）              |
| 福島県                                                  |                                                |                |                               |
| 福島県道388号白坂関辺線                                 | 福島県道183号白坂停車場線                      | 白河市         | （白坂地内）                  |
| 国道289号                                               | 国道289号                                      | 白河市         | （西大沼地内）                |
|                                                         | 福島県道18号白河停車場線                       | 白河市         | （中町地内）                  |
| 福島県道11号白河石川線                                  | -（屈折）                                      | 白河市         | （年貢町地内）                |
| 国道4号                                                 |                                                | 白河市         | 女石                          |
|                                                         | 国道4号                                        | 白河市         | 薄葉                          |
| 東北自動車道                                            | 東北自動車道                                   | 白河市         | 白河中央スマートIC            |
| -                                                       | 福島県道281号増見小田倉線                      | 白河市         | （大信増見地内）              |
| 福島県道58号矢吹天栄線                                  | 福島県道58号矢吹天栄線                         | 白河市         | （大信町屋地内）              |
| 福島県道282号十日市矢吹線                               | 福島県道282号十日市矢吹線                      | 天栄村         | （大里地内）                  |
| 福島県道289号下松本鏡石停車場線                         | -                                              | 天栄村         | （下松本地内）                |
| 福島県道292号牧ノ内長沼線                               |                                                | 天栄村         | （牧之内地内）                |
| -                                                       | 国道118号                                      | 天栄村         | （牧之内地内）                |
| 国道118号                                               |                                                | 須賀川市       | （江花地内）                  |
| 福島県道6号郡山湖南線                                   | -（屈折）                                      | 郡山市         | （湖南町三代地内）            |
| -（屈折）                                               | 福島県道235号羽鳥福良線                        | 郡山市         | （湖南町福良地内）            |
| 福島県道234号舟津福良線                                 | -                                              | 郡山市         | （湖南町福良地内）            |
| 福島県道236号青松浜線                                   | -                                              | 郡山市         | （湖南町福良地内）            |
|                                                         | 福島県道374号東山温泉線                        | 会津若松市     | （湊町大字原地内）            |
| 国道49号                                                | -（屈折）                                      | 会津若松市     | 石山                          |

### 沿線
- 取手市役所本庁舎（茨城県取手市寺田）
- 関東鉄道常総線
  - 新取手駅 - ゆめみ野駅 - 稲戸井駅 - 戸頭駅 - 南守谷駅 - 新守谷駅 - 小絹駅
- 常総警察署（常総市水海道高野町）
- 真岡鐵道線
  - 折本駅 - 北山駅
- 真岡第四工業団地（栃木県真岡市寺内）
- 真岡西田井郵便局（真岡市鶴田）
- アロハカントリークラブホテル＆リゾート烏山コース（那須烏山市向田）
- 大田原市歴史民俗資料館（大田原市湯津上）
- 大田原警察署羽黒交番（大田原市大豆田）
- 境の明神（那須郡那須町大字寄居）
- 白河市役所大信庁舎（福島県白河市大信町屋字沢田）
- 福島県立湖南高等学校（郡山市湖南町福良字車ノ上）
- 福良郵便局（郡山市湖南町福良字中町）
- 原郵便局（会津若松市湊町大字原）

### 峠
福島県
- 勢至堂峠（須賀川市 - 郡山市、勢至堂トンネル）
- 三王坂（郡山市）
- 黒森峠（郡山市 - 会津若松市。かつてはヘアピンカーブが連続する峠道だったが、現在は黒森トンネルが開通している）